# خسرویانی‌ها
خُسرویانی‌ها (به گرجی: ხოსროვიანები) (تلفظ: khosrovianebi) دودمانی ایرانی‌تبار از شاهان گرجی ایبریا (کارتلی) بود. بعدها شاهزادگان ایبریا از سده چهارم تا نهم میلادی نیز از این دودمان بودند. خسرویانی‌ها در ۳۳۷ میلادی مسیحیت را به عنوان مذهب رسمی خود پذیرفتند و می‌کوشیدند میان شاهنشاهی ساسانی ایران و امپراتوری بیزانس نوعی از استقلال را برای خود حفظ کنند.
پس از حذف پادشاهی ایبریا توسط ساسانیان در سال ۵۸۰ میلادی، دودمان خسرویانی به صورت دو شاخه از شاهزادگان نزدیک به هم و گاه رقیب، باقی ماند. شاخه نخست خسرویانی‌های پیرتر بود و شاخه دوم گوارامی‌ها جوان‌تر. این شاهزادگان تا اوایل سده نهم به‌جا مانده تا این‌که باگراتیونی ها بر تخت فرمانروایی ایبریا جانشین آن‌ها شدند.
سایر خاندان های فرمانروایی و پادشاهی در ایبریا (گرجستان) یعنی گوارامی‌ها ، نرسیانی ها و باگراتیونی ها تا قرن نوزدهم میلادی به نوعی با خاندان خسرویانی ها مرتبط بوده اند.
خسرویانی‌ها از تبار ساسانی بودند و میریان سوم (مهران) فرزند شاپور یکم بود.
| شاه                       | سال        |
| ------------------------- | ---------- |
| میریان (مهران) سوم        | ۲۸۴ تا ۳۶۱ |
| سارماگ دوم                | ۳۶۱ تا ۳۶۳ |
| ورازبگور یکم (اسپ‌گور دوم) | ۳۶۳ تا ۳۶۵ |
| مهرداد سوم                | ۳۶۵ تا ۳۸۰ |
| ورازبگور دوم (اسپ‌گور سوم) | ۳۸۰ تا ۳۹۴ |
| تیرداد                    | ۳۹۴ تا ۴۰۶ |
| پارسمن چهارم              | ۳۹۴ تا ۴۰۶ |
| مهرداد چهارم              | ۴۰۹ تا ۴۱۱ |
| آرچیل                     | ۴۱۱ تا ۴۳۵ |
| مهرداد پنجم               | ۴۳۵ تا ۴۴۷ |
| واختانگ یکم               | ۴۴۷ تا ۵۰۲ |
| داچی                      | ۵۰۲ تا ۵۱۴ |
| پاکور دوم                 | ۵۱۴ تا ۵۲۸ |
| پارسمن پنجم               | ۵۲۸ تا ۵۴۲ |
| پارسمن ششم                | ۵۴۲ تا ۵۴۷ |
| پاکور سوم                 | ۵۴۷ تا ۵۸۰ |